# Vasas SC (lední hokej)
Vasas SC (celým názvem: Vasas Sport Club) je maďarský klub ledního hokeje, který sídlí v Budapešti. Oddíl patří pod sportovní organizaci Vasas Sport Club. Založen byl v roce 2011 po fúzi mateřského klubu s klubem ledního hokeje Budapešť Stars. Od sezóny 2018/19 působí v Erste Lize, maďarské nejvyšší soutěži v ledním hokeji. Klubové barvy jsou modrá a červená.
Své domácí zápasy odehrává v hale Jegpalota Budapest s kapacitou 2 048 diváků.

## Přehled ligové účasti
Zdroj: 
- 2018– : MOL Liga (1. ligová úroveň v Maďarsku / mezinárodní soutěž)